# Hilding Bladh
Karl Erik Hilding Bladh, född 25 december 1906 i Hedvig Eleonora församling i Stockholm, död 6 juli 1982 i Johanneshov i Stockholm, var en svensk filmfotograf.

## Filmfoto i urval
- 1965 – Klart skepp till månen
- 1964 – Wild West Story
- 1962 – Vita frun
- 1962 – En nolla för mycket
- 1961 – Hällebäcks gård
- 1961 – Svenska Floyd
- 1959 – Ryttare i blått
- 1959 – Rymdinvasion i Lappland
- 1958 – Mannekäng i rött
- 1957 – Gårdarna runt sjön
- 1957 – Räkna med bråk
- 1956 – Swing it, fröken!
- 1956 – På heder och skoj
- 1955 – Mord, lilla vän
- 1955 – Hoppsan!
- 1954 – En karl i köket
- 1953 – Gycklarnas afton
- 1953 – I dur och skur
- 1953 – Ursula – flickan i finnskogarna
- 1952 – En fästman i taget
- 1951 – Sköna Helena
- 1951 – Puck heter jag
- 1950 – När Bengt och Anders bytte hustrur
- 1950 – Södrans revy
- 1950 – Frökens första barn
- 1950 – Motorkavaljerer
- 1950 – Min syster och jag
- 1949 – Lattjo med Boccaccio
- 1949 – Havets son
- 1948 – Kampen om atombomben
- 1948 – Du har blivit krigsman
- 1948 – Marknadsafton
- 1946 – Kärlek och störtlopp
- 1945 – Fram för lilla Märta
- 1945 – Kungliga patrasket
- 1944 – Flickan och Djävulen
- 1944 – Narkos
- 1943 – Sonja
- 1942 – General von Döbeln
- 1941 – Livet går vidare
- 1940 – Ett brott